# Skyline Lodge
Le Skyline Lodge est un lodge américain dans le comté de Macon, en Caroline du Nord. Construit en 1927, il est inscrit au Registre national des lieux historiques depuis le 13 avril 2022.